# Цари-Мали-Град

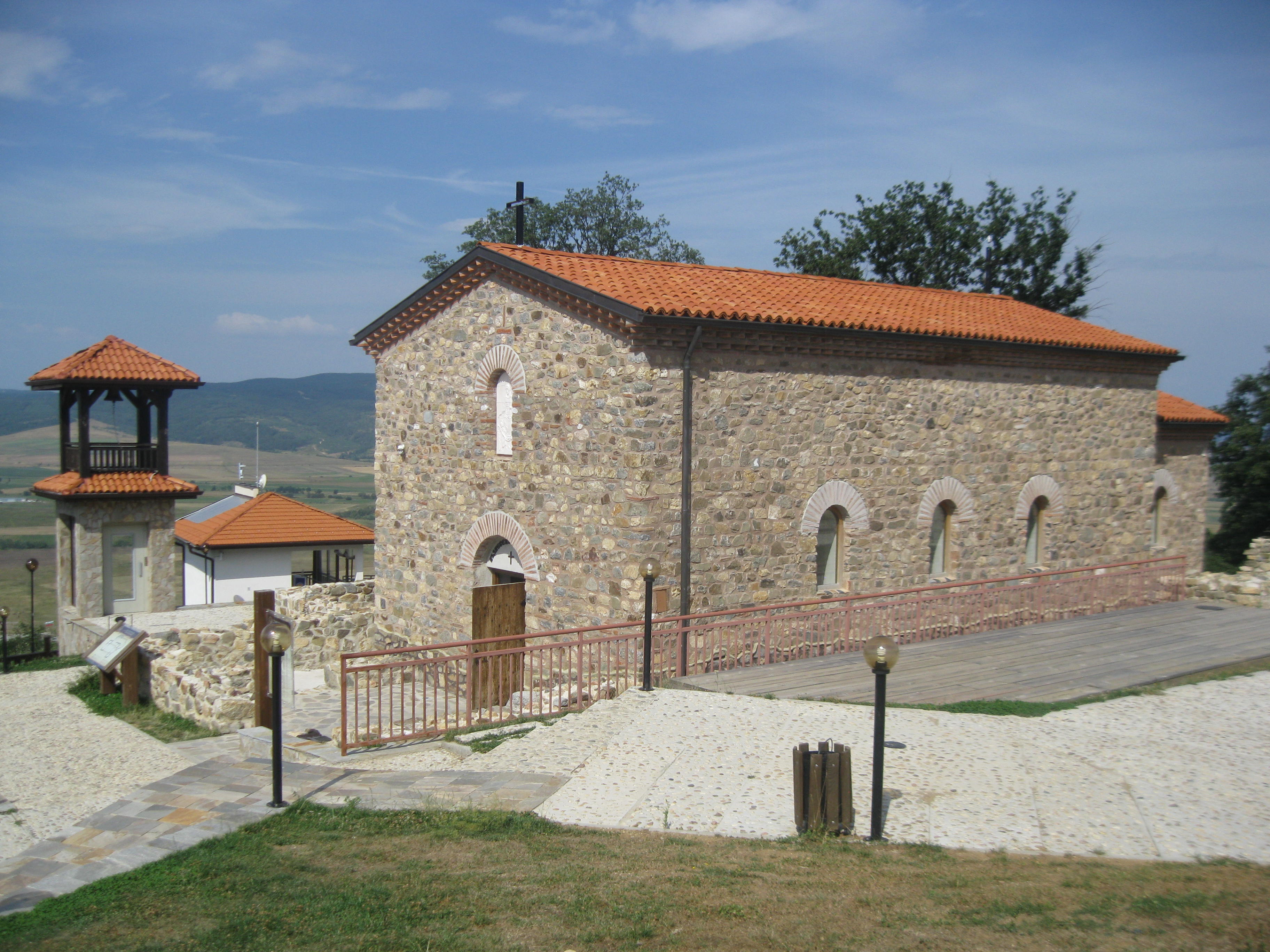
Реконструированная церковь Вознесения

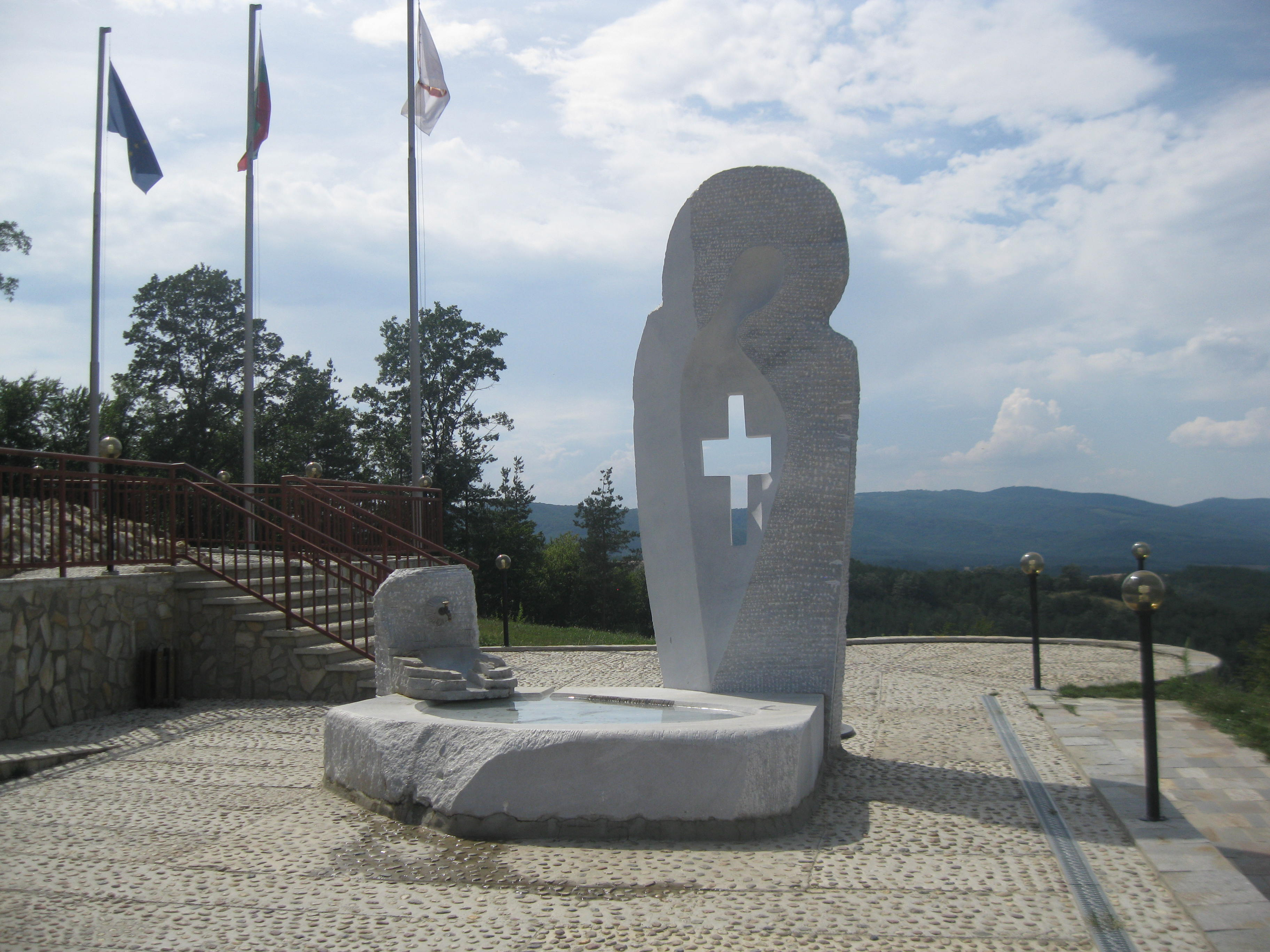
Монумент Пресвятой Богородице на территории ансамбля

Цари-Мали-Град (болг. Цари Мали град) — античная римская крепость и укреплённое поселение на юго-западе Болгарии, в Софийской области, общине Самоков. Расположена близ села Белчин. Археологические раскопки проходили в 2006—2010 годах.
В 2013 году в ходе онлайн-голосования крепость была признана главной достопримечательностью Болгарии, набрав 64,59 % всех голосов.

## История

### Фракийское святилище
Наиболее ранние следы человеческой деятельности на холме Св. Спас относятся к началу бронзовой эпохи (VIII—VI века до н. э.). На территории крепости было найдено несколько углублений, которые, возможно, использовались как святилище. Много больших и маленьких ямок были разбросаны по всей территории святилища. Они имели хаотичную форму и размер. Они имели фракийский культовый характер.

### Римская крепость и укреплённое поселение
После завоевания области римлянами, объект продолжал функционировать как святилище. В III веке оно было окружено стеной, построенной из дерева и глины. В середине IV века святилище было сожжено.
Строительство каменной крепостной стены восходит к концу 60-х годов IV века. В это время Римской империей управлял император Валент II (364—378). При управлении императора Юстиниана I Великого (527—565) поселение было реконструировано. Цари Мали град перестал выполнять оборонительные функции после 578 года.

### Реставрация
Реставрация крепости началась в 2012 году при поддержки Европейского союза, а официально закончилась в следующем году. Власти Болгарии потратили на это около 5 млн болгарских левов. Возможно, реставрация крепости была проведена для привлечения иностранных туристов.

## Расположение
Крепость находится недалеко от болгарского села Белчин (община Самоков, Софийская область) на ровной части холма Св. Спас, чуть ниже его вершины. Расстояние до Софии — 53 км, до Пловдива — 145 км, а до Самокова — 15 км.

## Археологические исследования

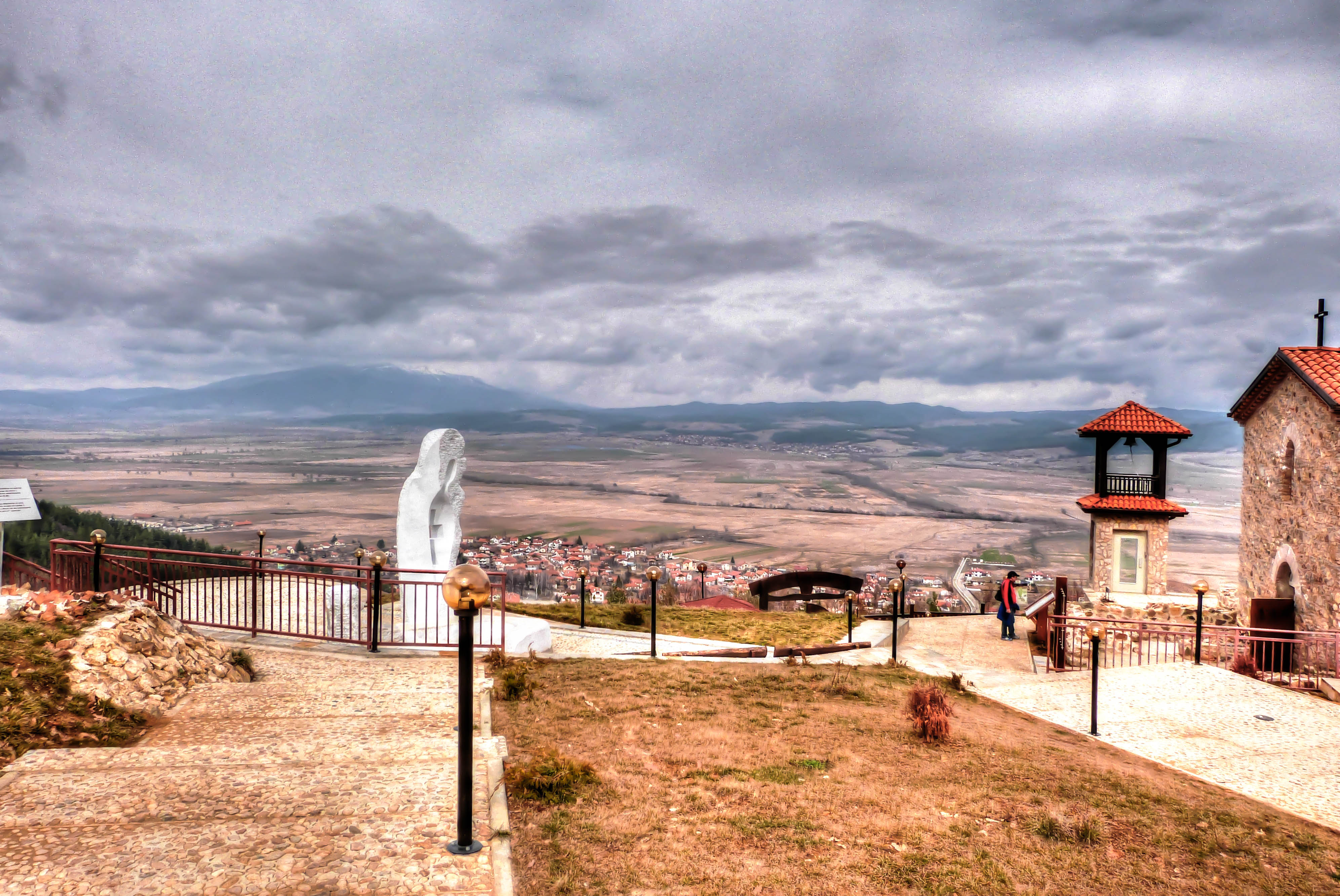
Панорама, открывающаяся из крепости

Археологические исследования на холме Св. Спас начались в августе 2007 года под руководством археолога Веселина Хаджиангелова. Раскопки продолжались до 2010 года. В ходе них были хорошо изучены фортификации, башни, крепостные стены и ворота, а также некоторые здания. Были найдены древние фракийские монеты, оружие и керамика.
Также в ходе исследований стало известно, что первый христианский храм на территории крепости был построен в конце IV века, а второй — в VI веке и представлял из себя базилику.

## Туристический объект
Культурно-исторический комплекс «Цари Мали град» был официально открыт 18 июля 2013 года. Он включает в себя позднеантичную крепость, церковный ансамбль и зону отдыха и спорта на холме Св. Спас. Сохранились и реконструированы были южные, северные и восточные крепостные стены. Церковный ансамбль сохранился и был отреставрирован, а церковь XV века реконструирована.
На территории комплекса также есть несколько музейных композиций — «Военная жизнь», «Предыстория», «Керамика», «Нумизматика», «Быт и промысел в позднюю античность».
В среду—пятницу крепость можно посетить с 9:00 по 16:30, в субботу и воскресенье — с 9:00 по 17:30. В выходные дни, — понедельник и вторник, крепость посетить нельзя.